# Eichleriella
Eichleriella Bres. (skórkotrzęsak) – rodzaj grzybów z rodziny uszakowatych (Auriculariaceae). W Polsce występują trzy gatunki.

## Systematyka i nazewnictwo
Pozycja w klasyfikacji według Index Fungorum: Auriculariaceae, Auriculariales, Auriculariomycetidae, Agaricomycetes, Agaricomycotina, Basidiomycota, Fungi.
Polską nazwę nadał Władysław Wojewoda w 1977 r. W wyniku zmian w taksonomii tego rodzaju w Polsce nie występuje już żaden jego przedstawiciel.
Niektóre gatunki:
- Eichleriella chinensis Pilát 1940
- Eichleriella crocata (Pat.) Spirin & Malysheva 2017
- Eichleriella desertorum Spirin & Malysheva 2017
- Eichleriella flavida (Pat.) Spirin & Malysheva 2017
- Eichleriella hoheriae McNabb 1969
- Eichleriella incarnata Bres. 1903
- Eichleriella leveilleana (Berk. & M.A. Curtis) Burt 1915
- Eichleriella mexicana Burt 1926
- Eichleriella pulvinata Coker 1928
- Eichleriella shearii (Burt) Spirin & Malysheva 2017
- Eichleriella sicca Spirin & Malysheva 2017
- Eichleriella subleucophaea McNabb 1969
- Eichleriella tenuicula (Lév.) Spirin & Malysheva 2017

Nazwy naukowe na podstawie Index Fungorum.